# Эверарди, Камилло
Ками́лло Эвера́рди (настоящее имя Камилль Франсуа Эврар, фр. Camille François Everard; 15 ноября 1825, Динан, Бельгия — 5 (17) января 1899, Москва) — певец (баритон) и педагог. Муж Жоржетты Эверарди.

## Биография
Бельгиец по происхождению, родился в Динане 15 ноября 1825 года. В детстве обучался игре на скрипке, самостоятельно овладел почти всеми оркестровыми инструментами, был солистом в церковном хоре. Сначала учился в Льежской консерватории и по ходатайству Д. Обера был принят, в виде исключения, в Парижскую консерваторию (классы Л. Поншара и Габенека), которую окончил в 1846 году. Спустя два года уехал в Лондон, совершенствоваться у Гарсиа. Совершенствовал вокальное мастерство в Неаполе у Маццини (1849—1851) и в Милане у Франческо Ламперти (в 1851). В 1849 (или 1850) году дебютировал в опере «Навуходоносор» Дж. Верди на сцене неаполитанского театра «Сан-Карло». В 1851—1857 годах пел на различных оперных сценах Европы.
В 1857 году пел в Вене и по рекомендации Л. Лаблаша был приглашён в Россию, в Петербург, где продолжил успешную сценическую карьеру; пел в петербургской Итальянской опере (стал 1-м исполнителей партий Лорда Генри — «Чаттертон», 17 февр. 1867 и Мефистофеля — «Фауст», на итальянском языке, 1863). «История музыки» Уолдо Пратта (1907) называет его в числе наиболее выдающихся оперных певцов эпохи.
Исполнял басовые и баритоновые партии, лучшие из них: Фигаро («Севильский цирюльник» Дж. Россини, подготовил под руководством автора), Мефистофеля («Фауст» Ш. Гуно, композитор написал эту партию в расчете на голос певца и сам с ним готовил эту роль), Дон Жуан и Лепорелло («Дон Жуан» Моцарта), Папагено («Волшебная флейта» Моцарта), Граф Робинсон, Ассур, Брабанцио («Отелло»), Мустафа («Итальянка в Алжире»), Фернандо и Подеста («Сорока-воровка, или Опасность судить по наружности»), Малатеста, Граф Родольф, Ричард Форт, Жермон («Травиата»), Невер, Сен-Бри.
В 1874 году, в расцвете артистических сил, Эверарди оставил сцену и посвятил себя педагогической деятельности. Он был профессором в Санкт-Петербургской консерватории (в 1870—1888 годах), потом, в 1890—1897 годах — в Киевском музыкальном училище и, наконец, в Московской консерватории (с 1897 года).
Скончался в Москве 17 января 1899 года. «Русский провинциальный некрополь» указывает, что Камилл Фердинандович Эверарди скончался в 1897 году и был похоронен на погосте Бельский в Лужском уезде.
Воспитал целую плеяду русских певцов, среди которых (по алфавиту): А. М. Абаза, E. Азерская, В. Алейников, Е. Алейников, Б. Амирджан, Ф. П. Андриевский, О. Арсеньева, Л. Арумбашева, Э. Боброва, М. Бочаров, К. Брагин, М. Будкевич, Н. Веков, Ю. Вишневецкая, И. Вульпе, С. Габель, И. Горди, М. Горяинов, А. М. Давыдов, П. Давыдов, В. Девиклер, Е. Де-Вос-Соболева, М. Дейша-Сионицкая, Е. Деканова, А. Дзбановский, М. Я. Доливо-Добровольская, Л. Донской, А. Доре, О. Замбелли, В. Зарудная, Л. Звягина, Е. Иванов-Смоленский, А. Иванова-Окулич, О. Камионский, Е. Конча, В. Кружилина, О. Куза-Покассовская, Ф. Левитский, В. Леминская, С. Ленский, П. Лодий, В. Лосский, М. Луначарский, Я. Любин, А. Ляров, И. Матчинский, Ю. Махина, М. И. Мельников, Ю. Модестов (Блувштейн), С. Молчановский, Г. Монахов, Г. Морской, Е. Недзвецкая-Апухтина, Н. Новоспасская, Р. Нувель-Норди, Л. Образцов, Э. Павловская, С. Павловский, M.E. Пятницкий, Е. Рапопорт, Р. Романов-Добржанский, Е. Ряднов, Н. Салина, В. Самусь, Е. Серно-Соловьевич, Е. Силина, Скальковская, M. Славина, H. Сперанский, Ф. Стравинский, В. Страхова, И. Супруненко, С. Тамарова, И. Тартаков, В. Тиме, С. Трезвинский, В. Трубин, Н. Унковский, Д. Усатов, Е. Цезарь-Инсарова, М. Юневич, Л. Яниковская, Владимир Майборода.

Как отмечал Евгений Нестеренко,

Эверарди, который был близок к Гуно и Россини, много преподавал у нас. Мой первый преподаватель принадлежала к его ученикам, мой педагог в консерватории тоже был из его учеников… А Эверарди учился у Ламперти и Гарсиа: вот как в России длится долгая итальянско-бельгийско-французско-испанская традиция!.
«Традиции великого маэстро переходят по ученической парампоре от педагога к ученику. Так ученик К. Эверарди Лев Образцов, передал знания Фриде Финкельштейн, которая из благодарности взяла псевдоним Образцовская, под которым успешно выступала на оперных сценах, а позже стала преподавателем вокала в Уральской консерватории. Два выдающихся певца, её ученики, имена которых золотыми буквами высечены на стене почёта в УГКа, это Юрий Гуляев и Валерий Барынин. Нас она ласково называла внучатыми племянниками г-на Эверарди.» (Из книги В.Барынина «Счастливая жизнь несчастного человека»).